# Richard Crashaw
Richard Crashaw (Londres, hacia 1613-Loreto, 25 de agosto de 1649) fue un poeta barroco inglés que formó parte del grupo de poetas metafísicos del siglo XVII. 

## Vida y obra
Hijo del pastor puritano William Crashaw (1572-1626), progresivamente mostraría interés por los himnos de los jesuitas, que luego tradujo del latín. Después de asistir a las escuelas regulares de Charterhouse, fue admitido en Pembroke College en Cambridge en julio de 1631, donde publicó sus Epigrammatum sacrorum liber (1634), en versos latinos.
Durante los años de la Guerra Civil Inglesa, tras el florecimiento de los puritanos de Oliver Cromwell, encontró refugio primero en Leiden, luego en París, donde se convirtió al catolicismo (1642), y finalmente en Roma, en el Venerable English College, al servicio del Cardenal Pallotta, ayudado por la reina exiliada Henrietta Maria de Inglaterra. Tras algunos malentendidos y desacuerdos con algunos personajes marginales de la nobleza romana, Crashaw fue trasladado a Loreto en 1649, donde falleció aquel mismo año.
De su obra religiosa, inspirada por el misticismo español, puede citarse: Carmen Deo nostro, The flaming heart (himno a Teresa de Jesús), Los placeres de las Musas, Poemas sagrados, Camino del Templo y Versos escritos en un libro de oraciones. Más allá de sus dotes de predicador, fue traductor obras italianas como la Sospecha de Herodes, de Giambattista Marino. 